# استرلینگ جرینز
استرلینگ جرینز (به انگلیسی: Sterling Jerins) (زادهٔ ۱۵ ژوئن ۲۰۰۴)، یک بازیگر اهل ایالات متحده آمریکا است. او بیشتر برای ایفای نقش لی‌لی باورز در مجموعه تلویزیونی «فریب» شبکهٔ ان‌بی‌سی، کنستانس لین در جنگ جهانی زد و جودی وارن در سری فیلم‌های دنباله‌دار احضار، احضار ۲ و احضار: شیطان مرا وادار کرد شناخته شده‌است. او همچنین خواهر کوچکتر روبی جرینز است.

## فیلم‌ها
| نام فیلم                   | سال  | نقش          |
| -------------------------- | ---- | ------------ |
| جنگ جهانی زد               | ۲۰۱۳ | کنستانس لین  |
| احضار                      | ۲۰۱۳ | جودی وارن    |
| لالایی                     | ۲۰۱۴ | کارین جوان   |
| این نیز بگذرد              | ۲۰۱۴ | سارا لیتل    |
| طبقه پنجم                  | ۲۰۱۴ | زویی         |
| جاهای تاریک                | ۲۰۱۵ | لیبی دی جوان |
| گریزناپذیر                 | ۲۰۱۵ | لوسی دوایر   |
| پترسون                     | ۲۰۱۶ |              |
| احضار ۲                    | ۲۰۱۶ | جودی وارن    |
| دیزی وینترز                | ۲۰۱۷ | دیزی وینترز  |
| مدرسه شبانه‌روزی            | ۲۰۱۸ | کریستین      |
| احضار: شیطان مرا وادار کرد | ۲۰۲۱ | جودی وارن    |